# Saint-Étienne
Saint-Étienne [sɛ̃t‿eˈtjɛn] ist die Hauptstadt des ostfranzösischen Départements Loire in der Region Auvergne-Rhône-Alpes und liegt etwa 50 Kilometer südwestlich von Lyon im Zentralmassiv. Sie ist nach Stephanus (französisch: Etienne), dem ersten Märtyrer des Christentums, benannt. Die 172.569 Einwohner (Stand 1. Januar 2022) der Stadt werden Stéphanois genannt. Saint-Étienne liegt am Furan, einem Nebenfluss der oberen Loire, am Fuße des Mont Pilat (1432 m). Die Stadt liegt am Rande des Regionalen Naturparks Pilat und ist mit diesem als Zugangsort assoziiert.

## Geschichte
Der Ort wurde zuerst 1258 als Sancti Stephani de Furanum erwähnt, ein lange Zeit beschauliches Landstädtchen am Rande der Grafschaft Forez.
Begünstigt durch Steinkohlevorkommen in der näheren Umgebung, wurde es seit dem 14. Jahrhundert zu einem Zentrum der Metallverarbeitung. Eisenerz (oder auch Roheisen) musste aus größerer Entfernung herangeschafft werden. Bekannt wurde die Stadt insbesondere durch Waffenfabrikation und Werkzeugherstellung, außerdem Posamentiergewerbe. Dies bot die Voraussetzung für den raschen Aufschwung im Rahmen der Industrialisierung im 19. Jahrhundert. 
1823 bis 1827 wurde zwischen Saint-Étienne und Andrézieux-Bouthéon (15 km westlich an der Loire gelegen) die erste (zunächst noch als Pferdebahn betriebene) Eisenbahnlinie auf dem europäischen Kontinent erbaut. Mit dieser Bahn wurde die bei Saint-Étienne abgebaute Steinkohle abtransportiert. Die 1832 von Saint-Étienne nach Lyon gebaute Strecke diente erstmals auch dem Personenverkehr. 1830 wurde in Saint-Étienne von Barthélemy Thimonnier die Nähmaschine erfunden. Die Stadt wuchs so schnell, dass sie bereits 1855 zur Hauptstadt des Départements erklärt wurde. Zugleich wurden die Nachbarorte Beaubrun, Montaud, Outre-Furens und Valbenoîte eingemeindet. 1881 erhielt die Stadt eine Straßenbahn. Saint-Étienne war für die Kriege 1870/1871, 1914–1918 und 1939–1945 eine der bedeutendsten Waffenschmieden Frankreichs.  
1871 solidarisierten sich die Arbeiter der Waffenfabriken und die oft rebellische Grande corporation der Posamentier mit der Pariser Kommune und organisierten am 25. bis 27. März Demonstrationen, bevor nach rund 50 Stunden die Armee die Kontrolle zurückerlangen konnte. 
Im Zweiten Weltkrieg übernahm das zur Kollaboration bereite Vichy-Regime die Macht. 1943 wurden in der Produktion des Unternehmens Pedel Zwangsarbeiter der Kriegswirtschaft der deutschen Besatzer eingesetzt. Am 26. Mai 1944 flogen Bomber der USAAF einen Luftangriff auf Saint-Etienne mit 912 Toten. Noch am 6. Juni 1944, dem D-Day, der den Beginn der Landung in der Normandie markiert, ließ sich der Vichy-Führer Philippe Pétain in Saint-Étienne und Lyon von Anhängern bejubeln. Am 19. August 1944 wurde die Stadt durch die Forces françaises de l’intérieur befreit.
Die Krise der Montanindustrie (Stahlkrise, Kohlekrise) in den 1970er Jahren traf auch Saint-Étienne. Eine Umorientierung zum Dienstleistungssektor begann. 1969 wurde Saint-Victor-sur-Loire, 1970 Terrenoire und 1973 Rochetaillée eingemeindet, seitdem ging die Bevölkerungszahl, die zwischenzeitlich über 200.000 betrug, etwas zurück. Saint-Etienne ist derzeit die vierzehntgrößte Stadt in Frankreich und nach Lyon die zweitgrößte Gemeinde in der Region Rhône-Alpes.
Entwicklung der Einwohnerzahl:
| - 1962 – 203.600 - 1968 – 222.500 - 1975 – 221.800 | - 1982 – 206.688 (4. März) - 1990 – 199.396 (5. März) - 1999 – 180.210 (8. März) | - 2006 – 177.480 - 2017 – 172.565 |

## Politik
Bürgermeister der Stadt ist seit 2014 Gaël Perdriau (Les Républicains). Die Stadt ist in neun Kantone eingeteilt.

## Wappen
Beschreibung: In Blau begleiten drei silberne Apfelkreuze 2:1 gestellt zwei gekreuzte goldene Palmenblätter über denen eine goldene Lilienkrone mit Reichsapfel schwebt.

## Wirtschaft

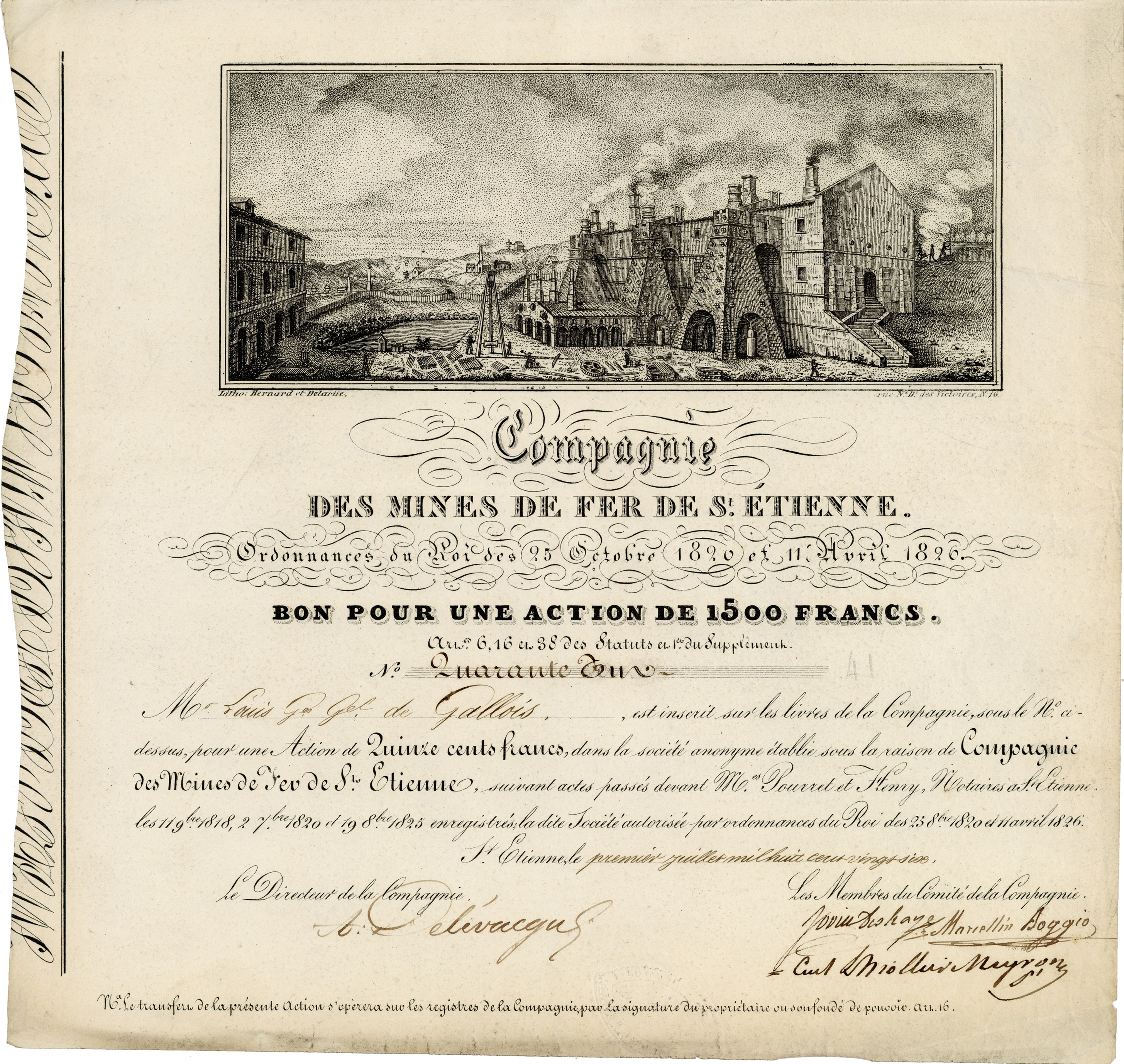
Aktie über 1.500 Francs der Compagnie des Mines de Fer de St. Étienne, ausgestellt am 1. Juli 1826. Dank dem bedeutenden Kohlevorkommen in dem Saint-Etienne-Becken nahm hier die französische Schwermetallurgie ihren Anfang.

Saint-Étienne war Mittelpunkt der Kohleförderung im Loire-Kohlebecken und Sitz einer Bergakademie, der Grande école École des Mines, einer Kaderschmiede für generalistisch ausgebildete Ingenieure. Wichtige Industriezweige waren die Montanindustrie (das frz. Dortmund), die Elektro-, Textil- und Waffenindustrie, wenn diese auch mehr im Gier-Tal bei St. Chamond zu finden ist. Bis Mitte der 1980er Jahre war Saint-Étienne auch der wichtigste Standort der französischen Fahrradproduktion. Die Firma Vitus baute einen der ersten serienreifen Aluminium-Fahrradrahmen. Der Bremsenhersteller CLB hatte seinen Sitz ebenfalls in der Stadt. Auch die Schokoladenherstellung – die Marke „WEISS“ – ist hier angesiedelt, ebenso die optische Industrie und das Designgewerbe. Auch das örtliche Krankenhaus ist ein wichtiger Arbeitgeber. Die optische Industrie, vor allem Angénieux, erlangte weltweite Bekanntheit durch ihren Einsatz bei den ersten amerikanischen Raummissionen und der Mondlandung. Der große französische Einzelhändler Groupe Casino unterhält ebenfalls seinen Hauptsitz in der Stadt.

## Stadtbild
Das heutige Stadtzentrum, das Ende des 18. Jahrhunderts um die mittelalterliche Kernstadt geplant wurde, besitzt ein lediglich durch die Topographie gestörtes orthogonales Straßenraster und ist von hoher baulicher Dichte und Einheitlichkeit geprägt. In ihrer Entstehungszeit wurden die Höfe der Blockbebauung handwerklich sowie zu Wohnzwecken genutzt und waren meist öffentlich zugänglich. So wurde das für heutige Verhältnisse enge Straßennetz um die Traboules, ein inzwischen vielfach verschwundenes System von Fußwegen durch die Hinterhöfe, ergänzt. In der Innenstadt sind praktisch keine Grün- oder Parkflächen zu finden, dazu muss man auf die Hügel am Rande der Stadt steigen, wird dort aber mit grandioser Aussicht auf das dichte urbane Netz belohnt. Die wenigen städtischen Plätze werden kulturell oder als Märkte genutzt. Das Stadtbild außerhalb des historischen Kerns ist in vielen Teilen von modernen Zeilen- und Plattenbauten geprägt. 
Der Stadt ist anzusehen, dass ihre Blütezeit mit der Schließung der großen Minen vorüber war; bis auf den Puits Couriot, der heute das Bergbaumuseum birgt, hat keine der alten Zechen überlebt. Lediglich die Gässchen rund um das Zentrum versprühen einen gewissen Charme mit einigen Cafés und Nachtclubs, doch leidet die Stadt auch unter der Konkurrenz der nahen Millionenstadt Lyon. Bedeutendste Sehenswürdigkeiten sind die Tour de la Droguerie, das Rathaus, die Präfektur und die alte Waffenmanufaktur Manufacture d’armes de Saint-Étienne (auf deren Gelände am nördlichen Rand der Innenstadt zurzeit die Cité du Design entsteht). International bekannt ist das Museum für moderne Kunst (Musée d’art moderne de Saint-Étienne).

## Design
Seit 1998 findet in Saint-Étienne die Design-Biennale Biennale Internationale Design Saint-Étienne statt.
Im November 2010 wurde Saint-Étienne von der UNESCO als City of Design anerkannt und ist seitdem Mitglied im UNESCO-Creative Cities Network.

## Verkehr

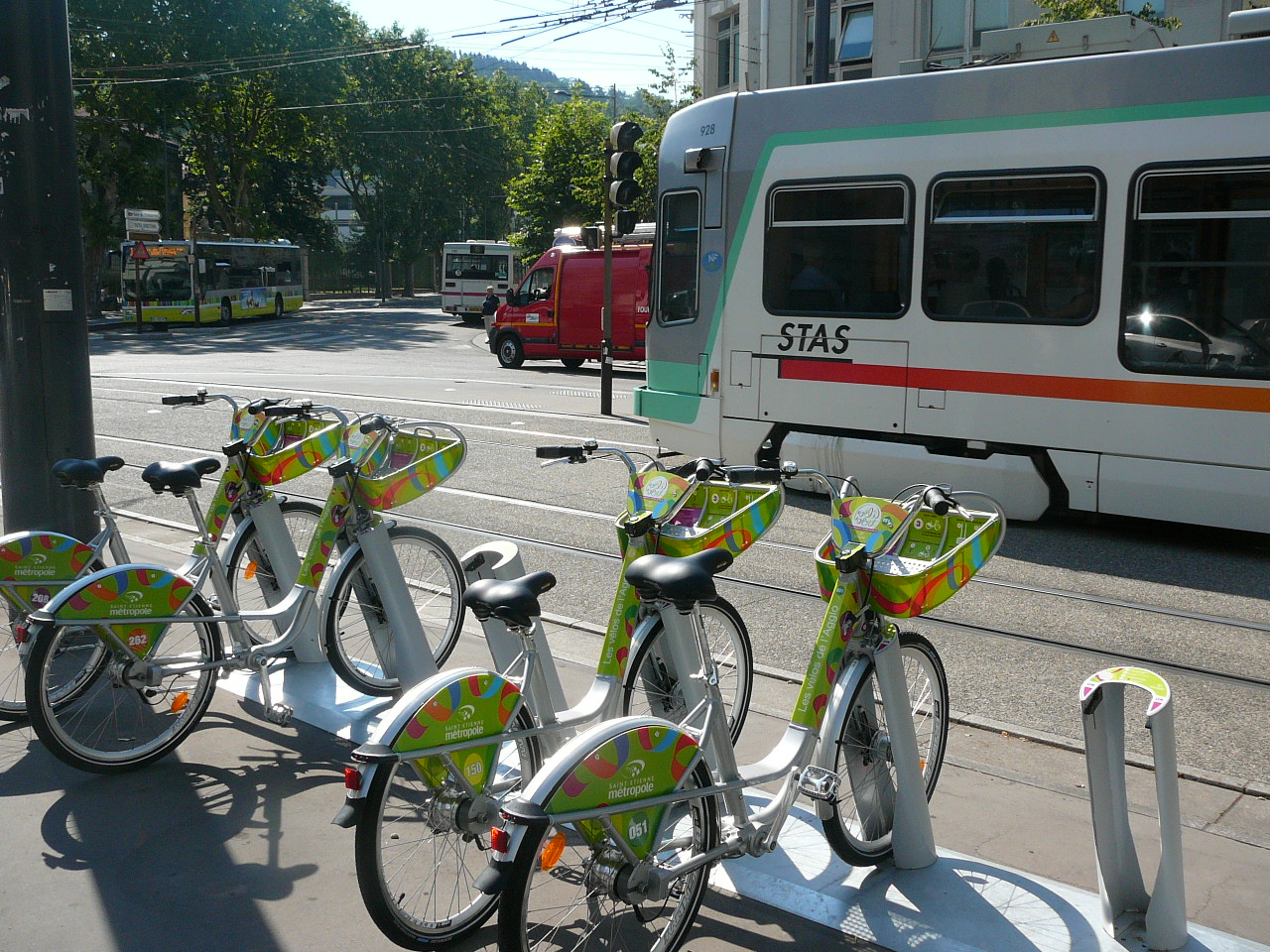
VéliVert-Leihfahrräder und Straßenbahn

Der Nahverkehr der Stadt wird durch die Société de Transports de l’Agglomération Stéphanoise betrieben, die in der Stadt auch ein Straßenbahnnetz und eine Trolleybuslinie unterhält. Diese Straßenbahn ist die älteste in Frankreich, da sie ohne Unterbrechung seit 1881 in Betrieb ist.
Der Hauptbahnhof Saint-Étienne-Châteaucreux liegt an der Bahnstrecke Moret-Veneux-les-Sablons–Lyon-Perrache. Hier zweigt auch die Strecke nach Firminy ab. Es bestehen heute direkte TGV-Züge nach Paris-Gare-de-Lyon sowie Züge des TER Auvergne-Rhône-Alpes nach Lyon-Perrache, Roanne und le Le Puy-en-Velay.
Für den Fernverkehr existieren zwei Autobahnen (A72 nach Clermont-Ferrand und A47 nach Lyon). Der nächste Flughafen ist Saint-Étienne–Bouthéon (IATA: EBU/ICAO: LFMH).

## Bildung
1963 wurde die École supérieure de commerce de Saint-Étienne gegründet.
Die Idee zur Gründung der Universität Saint-Étienne entstand Anfang der 1960er Jahre, doch dauerte es noch bis zum 27. März 1969, bis die Universität ihre Tore für die ersten Studenten öffnete. Heute gehört sie zu den pluridisziplinären Hochschulen Frankreichs, an denen die eingeschriebenen Studenten nahezu alle Fächer studieren können, darunter auch deutsche Sprache und Landeskunde. 
Anfang der 1990er Jahre wurde eine Fachhochschule für Ingenieure und ein zweites Institut universitaire de technologie (IUT) in Roanne, neben dem in Saint-Étienne, eröffnet. 
Im Jahre 1989 nahm die Universität den Namen von Jean Monnet, einem der Gründungsväter der Europäischen Integration an. In seinem Geiste führte die Universität im Jahre 2003/2004, im Zuge des Bologna-Prozesses, das LMD-System (Licence, master, doctorat) ein, das den Studenten die Vergleichbarkeit der Diplome in Europa erleichtern soll. 
Heute zählt die Stadt neben der Universität noch mehrere Fachhochschulen (Bergbau, Ingenieurwesen, Architektur). Die Grande école mit dem Namen École des Mines zählt zu den besten Ingenieurhochschulen des Landes und ist dem sog. Elitebildungssystem Frankreichs angeschlossen. Auch die École nationale d’ingénieurs de Saint-Étienne befindet sich in der Stadt. 
Außerdem verfügt die Stadt über sieben Gymnasien.

## Sport

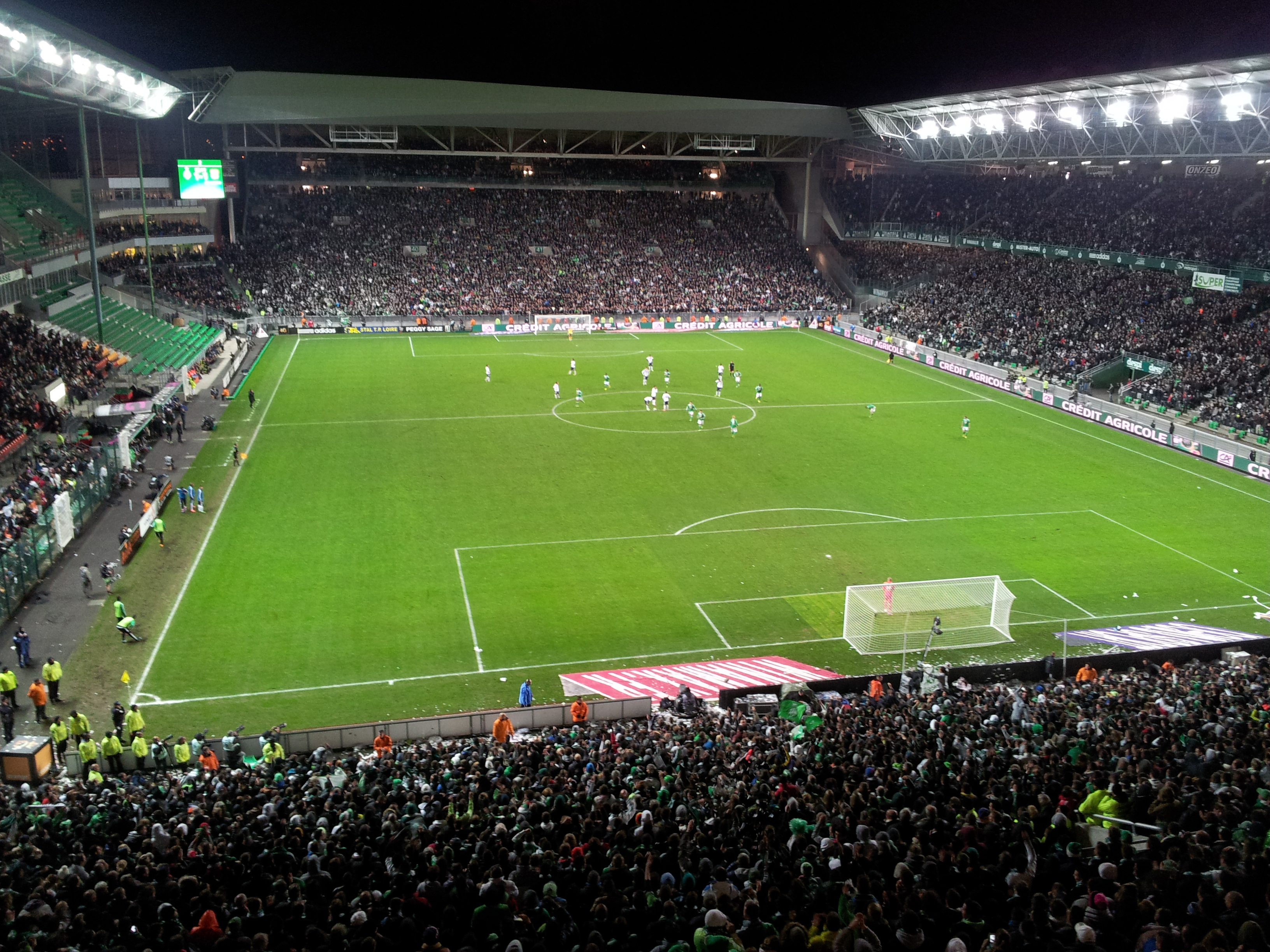
Stadion Geoffroy-Guichard, Heimstätte der „VERTS“

In Saint-Étienne ist die AS Saint-Étienne beheimatet, bis heute einer der erfolgreichsten Vereine des französischen Profifußballs; Spielstätte der ob ihrer Spieltracht meist les Verts (dt. „die Grünen“) genannten Kicker ist das Stade Geoffroy-Guichard. Auch die Frauenfußballerinnen der ASSE sowie von dessen Vorgänger, dem Racing Club, vertreten die Stadt in der höchsten Liga Frankreichs.
Die Stadt war Austragungsort der Rugby-Union-Weltmeisterschaft 2007, der Französischen Leichtathletik-Meisterschaften 2019 und der Rugby-Union-Weltmeisterschaft 2023.

## Persönlichkeiten

### Persönlichkeiten mit Bezug zur Stadt
- Claude Burdin (1788–1873), Ingenieur und Professor an der École nationale supérieure des mines de Saint-Étienne in Saint-Étienne
- Simone Escoffier (1911–1990), Romanistin und Dialektologin; lehrte an der Universität Saint-Étienne
- Mélanie Berger-Volle (* 1921), österreichisch-französische Widerstandskämpferin gegen Austrofaschismus und Nationalsozialismus sowie Zeitzeugin; lebt in Saint-Étienne
- Françoise Grossetête (* 1946), Politikerin
- Sylvain Bataille (* 1964), römisch-katholischer Bischof von Saint-Étienne
- Vincent Dedienne (* 1987), Schauspieler

### Musikgruppen
- Die Reggaegruppe Dub Incorporation wurde 1998 in Saint-Étienne gegründet.

## Städtepartnerschaften und Kooperationen
Saint-Étienne listet folgende elf Partnerstädte und fünf Städtekooperationen auf:
| Stadt          | Land                   | seit | Typ                                               |
| -------------- | ---------------------- | ---- | ------------------------------------------------- |
| Annaba         | Algerien               | 1982 | Kooperation                                       |
| Ben Arous      | Tunesien               | 1994 | Partnerstadt                                      |
| Bobo-Dioulasso | Burkina Faso           | 2009 |                                                   |
| Coventry       | Vereinigtes Königreich | 1955 | Partnerstadt                                      |
| Des Moines     | Vereinigte Staaten     | 1985 | Partnerstadt                                      |
| Ferrara        | Italien                | 1960 | Partnerstadt                                      |
| Geltendorf     | Deutschland            | 1966 | Partnerstadt, zunächst mit Saint-Victor-sur-Loire |
| Granby         | Kanada                 | 1960 |                                                   |
| Katowice       | Polen                  | 1994 | Kooperation                                       |
| Luhansk        | Ukraine                | 1959 | Partnerstadt                                      |
| Monastir       | Tunesien               | 2012 | Kooperation                                       |
| Nof HaGalil    | Israel                 | 1974 | Partnerstadt                                      |
| Oeiras         | Portugal               | 1996 | Partnerstadt                                      |
| Patras         | Griechenland           | 1990 | Partnerstadt                                      |
| Siders         | Schweiz                |      | Partnerstadt                                      |
| Toamasina      | Madagaskar             | 1971 | Kooperation                                       |
| Windsor        | Kanada                 | 1963 | Partnerstadt                                      |
| Wuppertal      | Deutschland            | 1960 | Partnerstadt                                      |
| Xuzhou         | Volksrepublik China    | 1984 | Kooperation                                       |